# Yonderboi

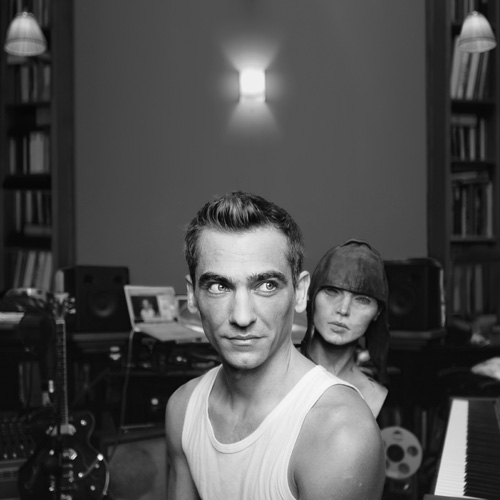
Yonderboi

László Fogarasi Jr. (1980), beter bekend onder zijn artiestennaam Yonderboi is een Hongaarse muzikant en componist, die sterk is beïnvloed door elektronische muziek.

## Biografie
Zijn eerste demo nam hij op zestienjarige leeftijd op voor Juice Records. Op de compilatie Future Sound of Budapest 2 (1998) was voor het eerst muziek van hem te horen. De single Pink Solidism, uitgebracht in Hongarije, kwam terecht op talrijke compilaties in verschillende landen. 
Na zijn middelbare school te hebben afgemaakt vertrok hij naar Boedapest in 1999. Hij nam er het album Shallow and Profound op, dat werd uitgebracht door het Duitse label Mole/Listening Pearls. De distributie in Nederland is in handen van United recordings. 
Shallow and Profound laat een mengeling van stijlen horen van downtempo, triphop, lounge tot barjazz uit de jaren 60. Op dit album zijn tevens bewerkingen te horen van muziek van The Doors (Pink solidism is een bewerking van Riders on the storm) en Herbie Hancock. De cd bereikte de onderste regionen van de Nederlandse cd top 100.
Het nummer Ohne chanteuse werd in Nederland bekend als herkenningstune van Jean Nelissens bijdrage aan het Tourjournaal. In Vlaanderen werd hij bekend bij het grote publiek dankzij het nummer Were You Thinking Of Me?.
Zijn eerste optredens in Nederland waren tijdens het Beachbop festival in Bloemendaal aan Zee, in de Supperclub in Amsterdam en in de kleine zaal van 013 in Tilburg. Augustus 2000 speelde Yonderboi in de Higher Ground-tent op Lowlands. In december 2000 deed de band een tournee van twee weken langs de Nederlandse podia. De band stond o.a. in Tivoli (Utrecht) in Utrecht, Doornroosje in Nijmegen, het LVC in Leiden en in de RAI Amsterdam tijdens Innercity. In mei 2002 trad Yonderboi op tijdens het lustrumconcert van de Technische Universiteit Delft. In oktober 2003 keerde Yonderboi terug naar Nederland voor een optreden tijdens het European Dance Event in de Melkweg te Amsterdam. Daarna volgden optredens tijdens Eurosonic 2006 in Huize Maas te Groningen, bij de viering van 50 jaar Europese Unie in de Ridderzaal op 24 maart 2007 en tijdens het festival de Beschaving in Utrecht op 1 september 2007.
Op 19 oktober 2012 zou Yonderboi optreden in het Concertgebouw tijdens het Amsterdam Dance Event.

## Discografie
- 2000 - Shallow and Profound
- 2005 - Splendid Isolation
- 2011 - Passive Control